# Гундемар
Гундемар (Gundemar; † февруари/март 612 в Толедо) е крал на вестготите от април 610 до февруари/март 612 г. в Испания, Септимания и Галиция.
През април 610 г. той става крал на местото на убития Витерих.
Бие се против баските и византийците.
Прави Толедо през 610 г. Метрополитско седалище на църковната провинция Carthaginiensis.
Умира през февруари/март 612 в Толедо. Съпругата му Хилдоара умира по време на неговото управление. На трона го следва Сизебут.